# 焖堆渥黄
燜堆是製作茶葉的工序，在殺青之後，是區別黃茶與綠茶（分別屬於輕度發酵類茶和非發酵類茶）的關鍵。
用紙把茶葉包好，堆積在一起，加熱處理：由低溫開始，逐漸增加然後逐漸降低溫度。經過一段時間的不完全發酵，茶坯内的茶多酚和葉綠素等等主要化學成份，在高溫和高濕度環境的水熱作用下，因為進行非酶性的自動氧化而轉為黃色。